# Lotus Intro
"Lotus Intro" é uma canção da cantora norte-americana Christina Aguilera, gravada para o seu sétimo álbum de estúdio Lotus. Foi escrita pela própria com o auxílio de Dwayne Abernathy, Candice Pillay e Alexander Grant, sendo que a produção ficou a cargo do último e de Dem Jointz. A sua gravação decorreu em 2012 nos estúdios Westlake Recording, em Los Angeles, na Califórnia. Embora não tenha recebido qualquer tipo de lançamento em destaque, devido às vendas digitais após a edição do trabalho de originais, conseguiu entrar e alcançar a 165.ª posição na tabela musical da Coreia do Sul, South Korea Gaon International Chart, com 1.898 cópias vendidas no país. 
A canção deriva de origens estilísticas da música eletrónica, sendo que o seu arranjo musical consiste no uso de sintetizadores e ainda em acordes de guitarra. Liricamente, segundo a própria cantora, o tema retrata o seu renascimento enquanto artista e representa a simbologia da flor-de-lótus. "Lotus Intro" recebeu análises mistas por parte dos profissionais, sendo que alguns dos analistas elogiaram a sua melodia hipnotizante mas outros consideraram o seu título enganoso porque não se trata de uma introdução, mas sim uma música de duração inteira. A sua divulgação consistiu na interpretação ao vivo na cerimónia anual American Music Awards a 18 de Novembro de 2012, parte do conjunto com "Army of Me" e "Let There Be Love", também incluídas no disco. 

## Antecedentes e desenvolvimento
Após o lançamento do sexto álbum de estúdio de Christina, Bionic, em 2010, que falhou em obter um desempenho comercial positivo, sucedeu-se o divórcio do seu ex-marido Jordan Bratman, a sua estreia em cinema com o musical Burlesque e a gravação da banda sonora de acompanhamento. Posteriormente, a cantora tornou-se treinadora no concurso The Voice transmitido pela NBC, e foi convidada para colaborar com a banda Maroon 5 em "Moves like Jagger", que esteve durante quatro semanas na liderança da Billboard Hot 100 dos Estados Unidos. Após estes acontecimentos, Aguilera anunciou que queria gravar o seu sétimo disco de originais, afirmando que ambicionava por faixas "pessoais" e de excelente qualidade. Numa entrevista, a intérprete falou sobre o significado do trabalho e revelou o seguinte:
| “ | [O álbum] será um ponto culminante de tudo que já experimentei, até agora... Já passei por muita coisa desde o lançamento do meu último álbum, estando no (The Voice), passando por um divórcio,... Isso tudo é uma espécie de renascimento livre para mim. Estou a abraçar muitas coisas diferentes, mas sinto-me bem com tudo, super-expressiva [e] super-vulnerável. | ” |

A cantora manifestou ainda que o disco seria sobre "auto-expressão e liberdade" por causa dos problemas pessoais que tinha superado durante o último par de anos. No programa The Tonight Show with Jay Leno em 2012, Christina falou sobre o seu novo material e confirmou que estava a demorar a gravar porque "não gostava de apenas obter as músicas a partir dos produtores". "Gosto que venham de um lugar pessoal... Estou muito animada, rematou, "É divertido, emocionante, introspetivo, e vai ser extraordinário". "Lotus Into" foi inspirada pela paixão pessoal de Aguilera por sons eletrónicos. A sua gravação decorreu em 2012 nos estúdios Westlake Recording, em Los Angeles, na Califórnia, concebida por Josh Mosser. A sua composição esteve a cargo da própria cantora com o auxílio de Dwayne Abernathy, Candice Pillay e Alexander Grant, sendo que a produção ficou a cargo do último e de Dem Jointz. Oscar Ramirez tratou da gravação dos vocais principais no The Red Lip's Room em Beverly Hills, California, em que Christina e Pillay ficaram responsáveis pela produção dos mesmos. Mike Delo Rio contribuiu com a sua voz para o tema e J Browz adicionou instrumentos de corda como suplementos. A maqueta original incluía a demonstração de "Midnight City" pela banda M83, mas não foi aprovada nem foi colocada na versão final da obra.

## Composição e receção pela crítica

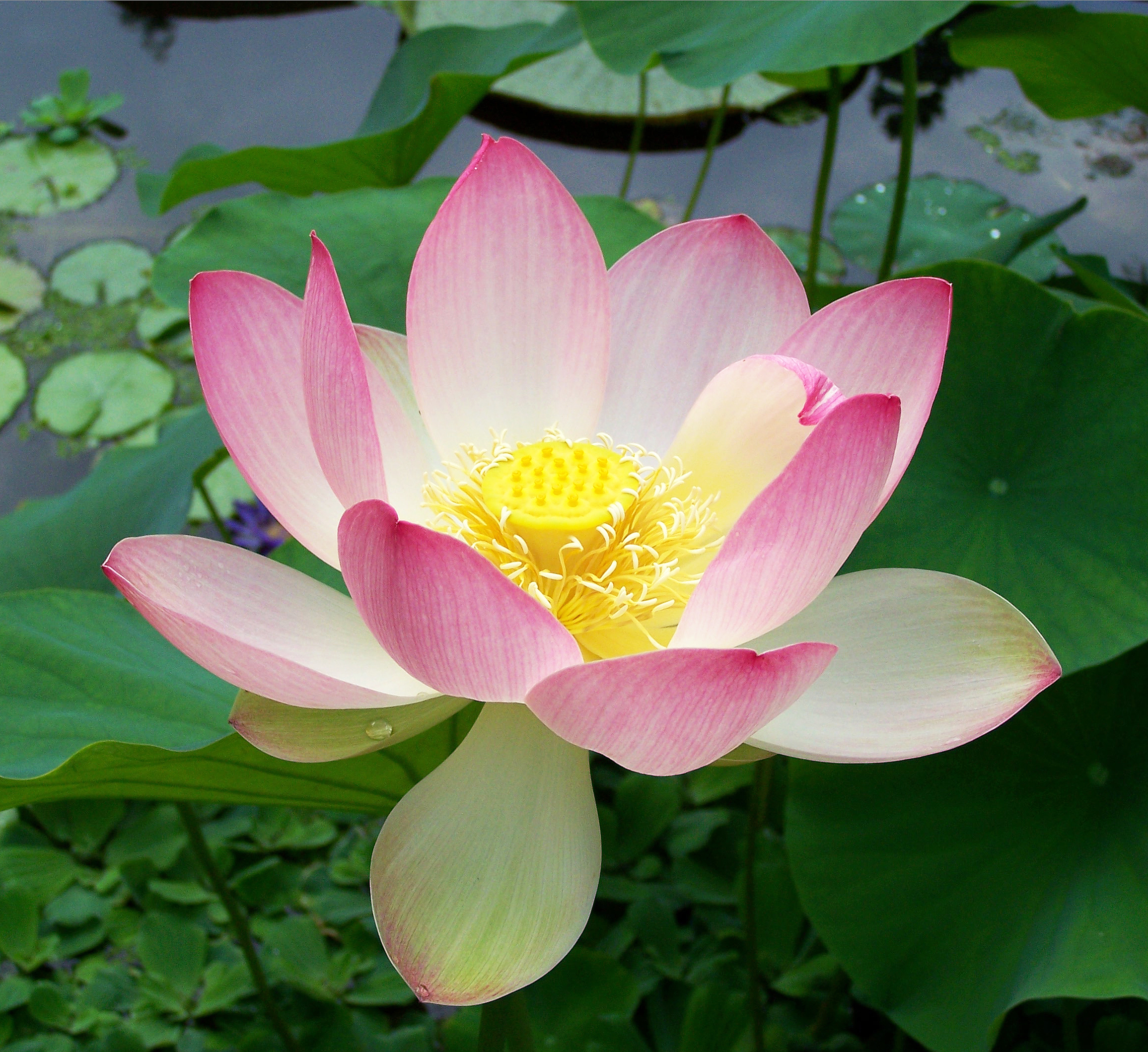
O conteúdo lírico de "Lotus Intro" envolve o simbolismo e ciclo de vida da flor-de-lótus.

"Lotus Intro" é uma música eletrónica com duração de três minutos e dezassete segundos (3:17); inspirada pela paixão de Aguilera no género. Tem uma sonoridade "hipnótica", ainda que "obscura e séria", que desenvolve-se e amadurece à medida que progride, descrevendo o renascimento da cantora, semelhante ao ciclo de vida de uma flor-de-lótus. O tema é iniciado por um cântico tribal, com linhas como "Ergue-te lótus, ergue-te / Este é o começo" numa mais "pesada" batida de hip-hop. "Olho para o meu reflexo e abraço a mulher que me tornei / O lótus inquebrável em mim, eu liberto-o agora", canta Christina sobre arranjos eletrónicos. Segundo a própria intérprete, algumas das passagens iniciais, incluindo "Ergue-te / Este é o início" e "Deixe o passado para trás", servem como uma declaração de missão para o resto do álbum.
Embora proclame que "submerge da mágoa, dor, partes quebradas" e "deixar o passado para trás, dizer adeus para o interior da criança assustada", Andrew Hampp da revista Billboard sentiu que a artista "ainda tem algumas contas para acertar". Segundo Robert Copsey do Digital Spy, é expresso na canção o facto de a flor-de-lótus ser a "flor inquebrável" através do excerto "Para o céu eu ergo-me / Abro minhas asas e voo". Mais tarde, Copsey explicou que o ouvinte poderia ser enganado pelo título, já que é uma faixa de corpo inteiro e não uma breve introdução. Sarah Godfrey do jornal The Washington Post foi mais crítica em relação aos vocais de Aguilera, afirmando que, embora a sua força seja a sua voz, ela parece "modulada além do reconhecimento".

## Divulgação
Christina interpretou a canção pela primeira vez durante a 40.ª cerimónia anual dos American Music Awards a 18 de Novembro de 2012, transmitida a partir do Nokia Theatre em Los Angeles, California. A cantora, após ter sido uma das primeiras a ser anunciada, cantou "Lotus Intro" como parte do conjunto com outras duas faixas de Lotus: "Army of Me" e "Let There Be Love". Durante uma entrevista com a MTV News, Aguilera revelou como seria a atuação e a direção criativa que tinha sido estabelecida para a mesma:
| “ | É muito emocionante. Será definitivamente um reflexo do que Lotus significa para mim. Se tirar [a ideia] da capa do álbum e lhe der um toque de desempenho, eu vou [conseguir] trazer vida à capa do álbum, por isso vai ser muito divertido. Não posso revelar muito sobre as músicas, mas definitivamente vai representar o álbum porque é muito multifacetado. Não representa "Your Body" como um único tom. Tem as suas baladas, e tudo o que vem de um sítio muito sincero, profundamente enraizado em que ou nos estamos a divertir ou nos sentimos vulneráveis. | ” |

Na performance, a artista tinha um espartilho justo desenhado por The Blonds, que também já trabalhou na indumentária de Lady Gaga. Leah Simpson do jornal britânico Daily Mail escreveu que Aguilera "coloca um toque sexy no patriotismo com uma roupa de estrela e conseguiu obter vantagem em algumas corridas em direção ao topo". O desempenho foi acompanhado com rotinas de dança e bailarinos com sacos de tortura na cabeça, com palavras escritas como 'Freak' e 'Queen'. Bruna Nessif do E! Online descreveu o espetáculo como "interessante" e notou que o tema "de celebrar como realmente somos" era semelhante ao conteúdo moral presente no álbum de Gaga, Born This Way. Após a conclusão do seu alinhamento, Christina subiu novamente ao palco para se juntar ao rapper Pitbull para a colaboração de ambos, "Feel This Moment".

## Desempenho nas tabelas musicais
Após o lançamento do disco, a faixa conseguiu entrar e alcançar a 165.ª posição na tabela musical da Coreia do Sul, South Korea Gaon International Chart, com vendas avaliadas em 1.898 cópias.

### Posições
| Tabela musical (2012)                    | Melhor posição |
| ---------------------------------------- | -------------- |
| Coreia do Sul - Gaon International Chart | 165            |

## Créditos
Todo o processo de elaboração da canção atribui os seguintes créditos pessoais:
- Christina Aguilera – vocalista principal, composição, produção vocal;
- Dwayne Abernathy - composição;
- Candice Pillay - composição, produção vocal;
- Alexander Grant - composição, produção,
- Dem Jointz - produção;
- Josh Mosser - gravação musical;
- Oscar Ramirez - gravação vocal;
- Mike Del Rio - vocais adicionais;
- J Browz - instrumento de corda adicional.